# Comacchiokrieg
Der Comacchiokrieg von 1708/09 war die letzte militärische Auseinandersetzung zwischen einem römisch-deutschen Kaiser und einem Papst. Der Konflikt stand im Zusammenhang mit dem Spanischen Erbfolgekriege, hatte aber im Streit um Lehensrechte auch eigene Ursachen. Zu nennenswerten Kämpfen kam es nicht. Der Konflikt endete mit der päpstlichen Kapitulation.

## Kaiserliche Politik

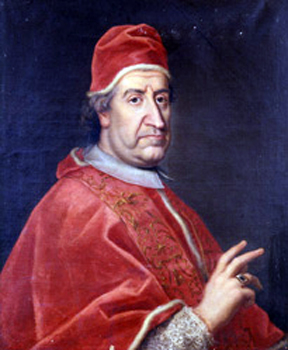
Clemens XI.

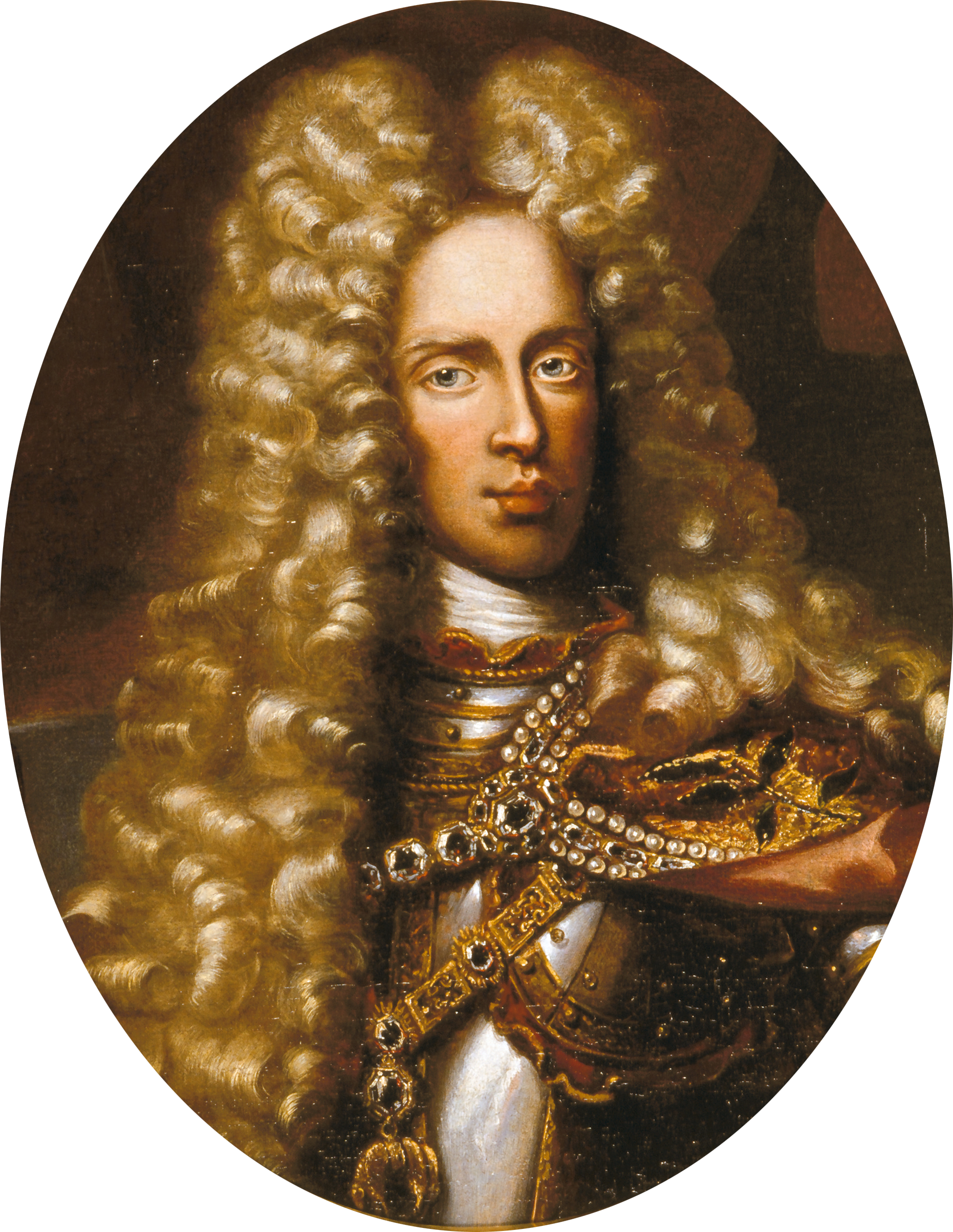
Joseph I.

Leopold I. und Joseph I. waren bestrebt die kaiserlichen Rechte in Reichsitalien wieder geltend zu machen. Ein Streitpunkt waren Parma und Piacenza, dass sowohl der Kaiser wie auch der Papst als Lehen beanspruchte.
Nach der Schlacht bei Turin während des spanischen Erbfolgekrieges verstärkte Joseph I. die Anstrengungen die kaiserlichen Rechte in Italien wiederherzustellen. Zu dieser Zeit beherrschten die Österreicher auch das Königreich Neapel und der Papst Clemens XI. sah sich von zwei Seiten bedroht. Bei dem Konflikt spielte auch eine Rolle, dass der Papst auf Seiten der Bourbonen stand. Er hatte bereits 1701 Philipp von Anjou als spanischen König anerkannt. Auch die Zugeständnisse des Kaisers an die Lutheraner im österreichischen Schlesien stießen auf päpstliches Missfallen. 
Bereits in den Feldzügen von 1706 und 1707, war auch päpstliches Gebiet besetzt worden. In den als Reichslehen betrachteten Territorien wurden Kontributionen erhoben. Der Papst antwortete mit Kirchenstrafen gegen die kaiserlichen Feldherren und Beamten. 
Der Herzog von Modena Rinaldo d’Este, der auf Seiten des Kaisers stand und der nach schweren Kriegsbelastungen durch französische Truppen nach Entschädigung verlangte, beanspruchte Herrschaftsrechte über das Herzogtum Ferrara und die Grafschaft Comacchio. Beide Gebiete gehörten zum Kirchenstaat. Der Herzog legte aber Dokumente vor, die beweisen sollten, das es sich eigentlich um Reichslehen handelte. Diese Darstellung stieß in Wien auf Glauben. 
Der Kaiser ließ von General Claude Alexandre de Bonneval am 24. Mai 1708 Comacchio besetzen. Die Kaiserlichen begannen die Stadt zu befestigen und errichteten ein Tor mit der Inschrift, die den kaiserlichen Anspruch bekräftigte. Dies Vorgehen war der letzte Auslöser, der zum offenen Konflikt führte. Hinter der Entscheidung stand unter anderem die Kaiserin Wilhelmine Amalie von Braunschweig-Lüneburg, deren Schwester Herzogin von Modena war. Eigentliche Triebkraft war Karl Theodor Otto Fürst zu Salm. Auch der Kaiser selbst befürworte dieses Vorgehen, obwohl Eugen von Savoyen und andere ihm abrieten. Ziel war die Anerkennung Erzherzog Karls als König von Spanien durch den Papst und die Ausweitung des kaiserlichen Einflusses in Italien. 
In einer Erklärung wurde die Politik des Papstes scharf kritisiert. Dabei wurde dem Papst vorgeworfen sich Lehensrechte über Parma und Piacenza anzumaßen, Frankreich zu unterstützen und Feldherren des Kaisers mit unberechtigten Kirchenstrafen zu belegen. Diese Erklärung wurde am päpstlichen Hof als Kriegserklärung aufgefasst.

## Verlauf des Konflikts
Der Papst begann gedrängt auch von frankreichfreundlichen Kardinälen für den Kampf zu rüsten. Seine Truppen standen unter dem Befehl des in Unehren aus der kaiserlichen Armee entlassenen Luigi Ferdinando Marsigli. Insgesamt zählte die Armee etwa 25.000 Mann. Allerdings waren diese militärisch wenig nützlich und ähnelten eher einer Räuberbande als einer disziplinierten Truppe. Auch konnte der Papst nicht auf militärische Unterstützung durch Ludwig XIV. hoffen, da dieser selbst in einer kritischen Lage war. Der Papst bat alle Fürsten katholischer Konfession, darunter auch die geistlichen Fürsten im Heiligen Römischen Reich, vergeblich um Unterstützung.
Die Führung in Wien wurde von den militärischen Vorbereitungen des Papstes völlig überrascht, konnte aber nicht mehr zurückweichen, ohne das Gesicht zu verlieren. Für den katholischen Kaiser war der Konflikt aber auch hochproblematisch. Im Reich mehrten sich die papstkritischen Stimmen und Joseph I. musste vermeiden, ungewollt an der Spitze einer antipäpstlichen Bewegung zu stehen. Immer mehr Berater rieten von einem Krieg ab. Der Hof entsandte Ercole Turinetti de Prié nach Rom, um zu verhandeln, gleichzeitig wurde das Ziel der Wiedergewinnung entfremdeter Lehen vom Kaiser bekräftigt. 
Der eigentlichen Kriegsverlauf war wenig spektakulär. Dabei marschierten auch brandenburgische Einheiten, also ausgerechnet protestantische Soldaten, in den Kirchenstaat ein und rückten rasch vor. Die päpstlichen Truppen wurden zurückgetrieben. Wirich Philipp von und zu Daun ließ einen Großteil des Kirchenstaates besetzen. Ferrara wurde eingeschlossen. Aus Sorge vor einem zweiten Sacco di Roma blieb die Hauptstadt verschont. Der Papst konnte auf seine geplante Flucht nach Avignon verzichten. Der Krieg wurde von Seiten des Kaisers nicht sehr energisch geführt, da sich die Habsburger grundsätzlich mit dem Papsttum eng verbunden fühlten. Es wird sogar bezweifelt, dass der Krieg tatsächlich ausgebrochen wäre.

## Beendigung des Konflikts
Inzwischen war der kaiserliche Gesandte in Rom eingetroffen. Der Papst griff diesen scharf an und stellte Forderungen. Prie antwortete, von größeren Siegen der päpstlichen Truppen hätte er noch nichts gehört. Er gab die kaiserlichen Bedingungen bekannt und stellte ein Ultimatum bis zum 15. Januar 1709. Der Krieg endete an diesem Tag, als der Papst eine Stunde vor Ablauf des Ultimatums kapitulierte. 
Der Papst sah sich gezwungen, die kaiserlichen Friedensbedingungen zu akzeptieren. Dazu gehörte, dass die päpstlichen Truppen bis auf 5000 reduziert werden mussten. Im Kirchenstaat wurden sechs kaiserliche Regimenter stationiert. Durch die Bischöfe von Mailand und Neapel wurden die verhängten Kirchenstrafen aufgehoben. Auch war den Kaiserlichen nunmehr der Durchmarsch durch den Kirchenstaat gestattet. In der Frage der umstrittenen Lehen wurde keine Einigung erzielt. In einem geheimen Vertragszusatz, der erst nach einem weiteren Ultimatum zu Stande kam, erkannte der Papst Karl III. als spanischen König an. In der Sache von Comacchio gab der Kaiser nach. Die tatsächliche Rückgabe erfolgte aber erst 1725. 
Der letzte Krieg zwischen einem römisch-deutschen Kaiser und einem Papst endete scheinbar mit einem klaren kaiserlichen Sieg. Abgesehen von der Wiederherstellung der Lehnshoheit über Parma und Piacenza blieben die tatsächlichen Erfolge gering.